# Carl Waagen

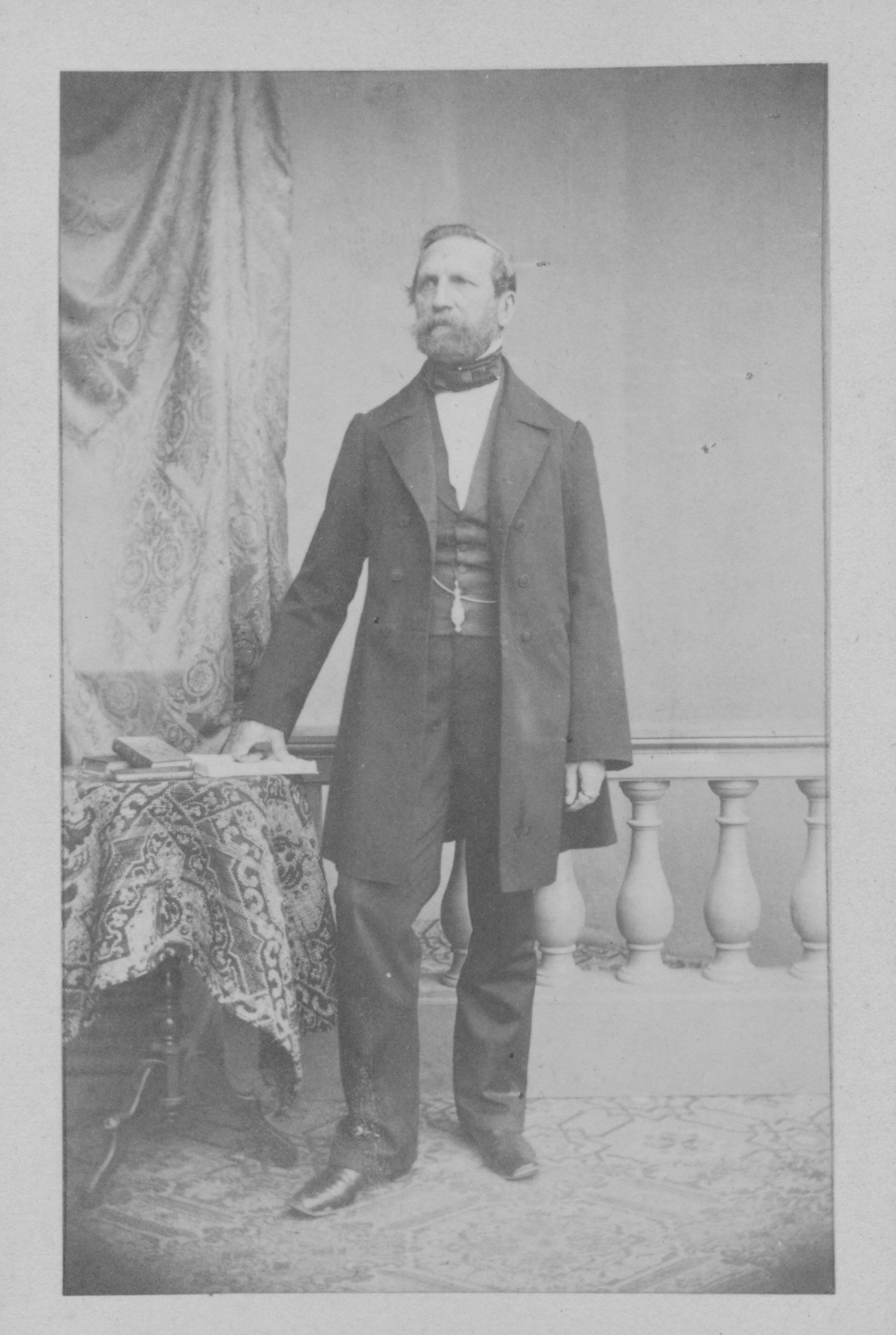
Carl Waagen, 1800–1873

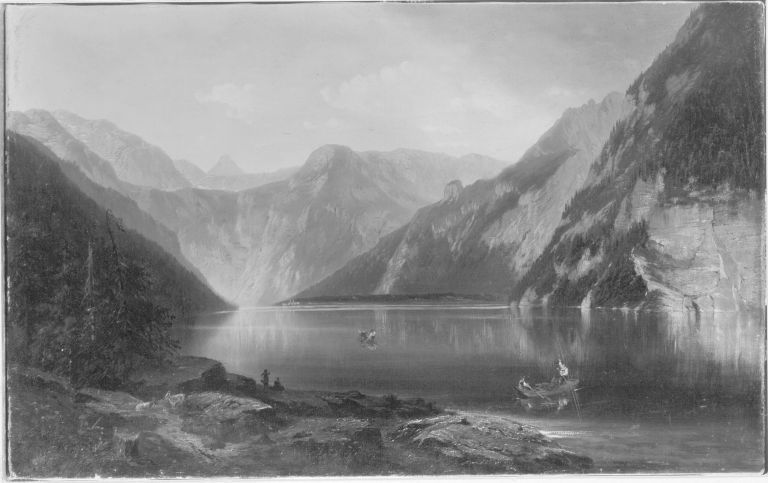
Carl Waagen: Der Königssee vom Malerwinkel aus (1872), München, Bayerische Staatsgemäldesammlungen Inv. 12584

Carl Waagen (* 1800 in Hamburg; † 26. November 1873 in München) war ein deutscher Maler und Lithograf.

## Leben
Carl Waagen wurde als Sohn des Malers Friedrich Ludwig Heinrich Waagen (1750–1825) und seiner Frau Johanna Louise Alberti († 1807) geboren, sein älterer Bruder war der Kunstgelehrte Gustav Friedrich Waagen (1794–1868). Er studierte an der Akademie in Dresden und der Akademie in Prag, die Freskomalerei erlernte er ab 1820 an der Münchner Akademie. In Breslau arbeitete Waagen als Bildnismaler und danach zwei Jahre als Restaurator am Berliner Museum. Nach einem Aufenthalt in Rom von 1827 bis 1828 ließ er sich in München nieder.
Er schuf Bildnisse (Ölgemälde und Miniaturen), Landschaften und Historienbilder sowie Lithografien, u. a. mit dem Bildnis des Kaisers Pedro I. von Brasilien.
Am 17. Oktober 1831 heiratete er die Sängerin Nanette Schechner (1806–1860), von der er auch eine Lithografie schuf. Ihre Söhne waren der geadelte Generalmajor Gustav von Waagen (1832–1906), der Maler Adalbert Waagen (1833–1898) sowie der Geologe Wilhelm Heinrich Waagen (1841–1900).

## Grabstätte

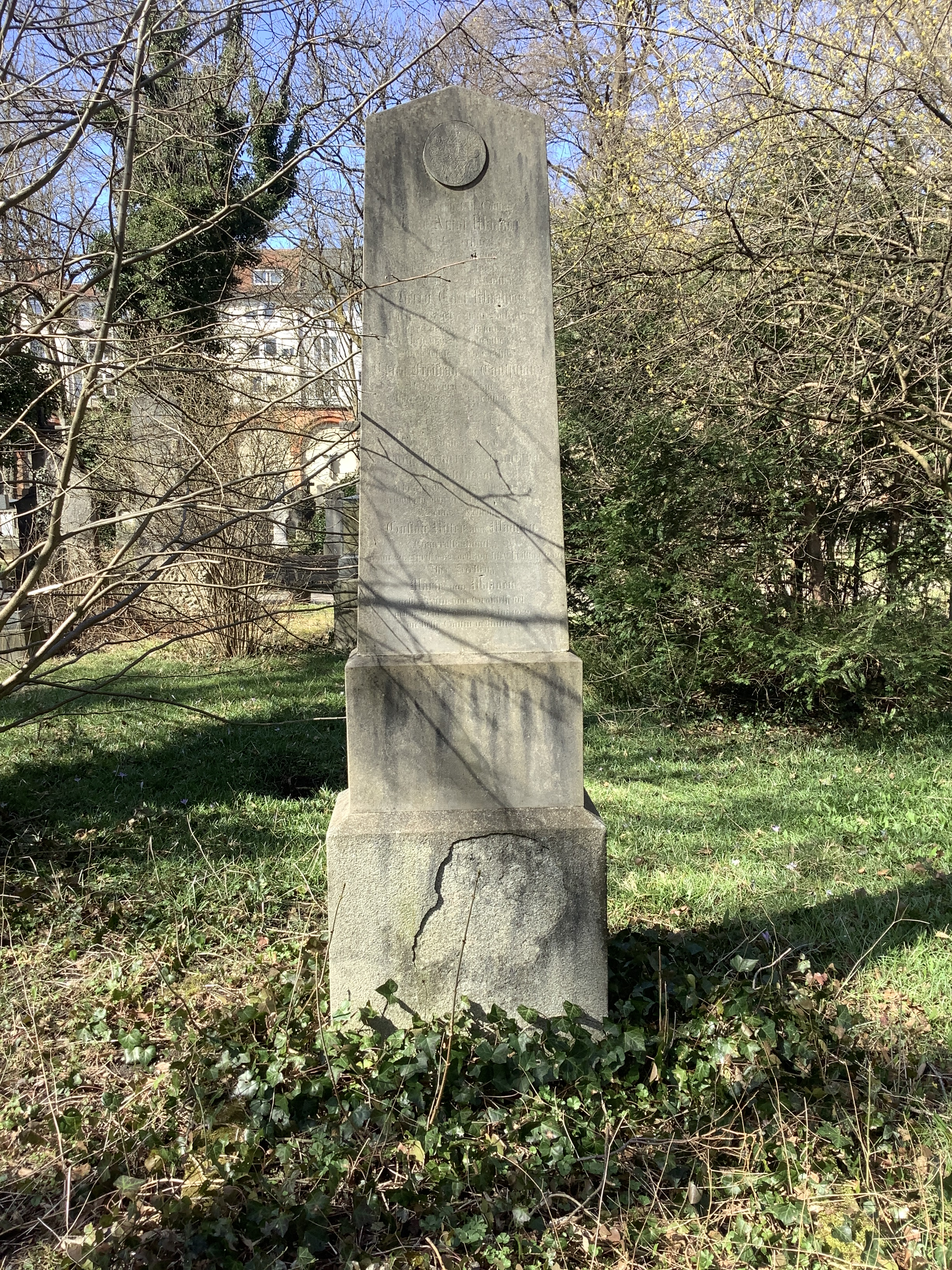
Grab von Carl Waagen auf dem Alten Südlichen Friedhof in München

Die Grabstätte von Carl Waagen befindet sich auf dem Alten Südlichen Friedhof in München (Gräberfeld 33 – Reihe 7 – Platz 33/34) Standort.
In dem Grab ist auch Waagens Frau Nanette Schechner sowie deren Töchter Anna und Marie begraben.